# Erzbistum Liverpool
Das Erzbistum Liverpool (lat. Archidioecesis Liverpolitana, englisch Archdiocese of Liverpool) ist eine in England gelegene Erzdiözese der römisch-katholischen Kirche mit Sitz in Liverpool und umfasst auch die Isle of Man.

## Geschichte
Die Erzdiözese hat ihren Ursprung in dem bereits 1840 aus dem Apostolischen Vikariat Northern District begründeten Apostolischen Vikariat Lancashire District.
Im Zuge der Wiederherstellung der katholischen Hierarchie in England wurde dieses Vikariat am 29. September 1850 zum Bistum Liverpool erhoben. Daneben wurden Gebietsteile an die Bistümer Salford und Shrewsbury abgetreten.
Nach der Erhebung zum Erzbistum am 28. Oktober 1911 mit der Bulle Si qua est durch Papst Pius X. gab es am 22. November 1924 erneut Teile seines Territoriums zur Gründung des Bistums Lancaster ab.
Zur neu geschaffenen Kirchenprovinz zählte das Bistum Hexham und Newcastle, das Bistum Lancaster (ab 1924), das Bistum Leeds, das Bistum Middlesbrough und das Bistum Salford. Das Bistum Hallam entstand 1980 aus Teilen von Leeds und Nottingham neu.
Namensgebung
Das gleichnamige Bistum Liverpool der Church of England wurde erst 1880 errichtet. Die 1850 erfolgte Gründung des Bistums Liverpool stellte somit von katholischer Seite keinen Verstoß gegen den Roman Catholic Relief Act 1829 oder spätere Regelungen dar, die Personen außerhalb der Church of England verboten, die alten bischöflichen Titel anzunehmen.

## Bischöfe
- 1850–1856 George Hilary Brown
- 1856–1872 Alexander Goss
- 1873–1894 Bernard O’Reilly
- 1894–1920 Thomas Whiteside

1911 wurde Bischof Thomas Whiteside zum Erzbischof erhoben. In diese Würde folgten wiederum:
- 1921–1928: Frederick William Keating
- 1928–1953: Richard Downey
- 1953–1956: William Godfrey, später Erzbischof von Westminster und Kardinal
- 1957–1963: John Carmel Heenan, später Erzbischof von Westminster
- 1964–1976: George Andrew Beck
- 1976–1996: Derek Worlock
- 1996–2013: Patrick Altham Kelly
- 2014–2025: Malcolm McMahon OP
- seit 2025: John Sherrington